# Dominique Villars
Pour les articles homonymes, voir Villars.
Dominique Villars (ou Villar, ou encore Villard) est un médecin, botaniste et professeur de botanique français, né le 14 novembre 1745 au Villard, hameau de la commune du Noyer (aujourd'hui dans les Hautes-Alpes), et mort le 26 juin 1814 à Strasbourg (Bas-Rhin, Alsace).

## Biographie
Le père de Dominique Villars, greffier pour la commune et châtelain du village, lui apprend à lire et à compter. Issu d'une famille paysanne du Champsaur, c’est en gardant les troupeaux de sa famille que Dominique s'intéresse aux fleurs et découvre la botanique.
Grâce à des rencontres dues au hasard, il s’oriente vers la médecine et la botanique. Devenu orphelin de père à 15 ans, sa mère, Marguerite Dastrevigne, l’envoie chez un procureur de Gap pour s’y familiariser avec le droit. Il découvre le traité de médecine de Louis Guyon (vers 1527-1617) intitulé le Miroir de la beauté et de la santé corporelle. Il rencontre peu après un médecin qui lui prête d’autres ouvrages de médecine dont ceux de Pierandrea Mattioli. Il s'intéresse alors de plus en plus à la médecine et la botanique.
La mère de Villars le marie à 17 ans, le 8 juin 1763, à Jeanne Disdier, une orpheline d’un village voisin dotée d'un petit pécule. De ce mariage, naîtront cinq enfants, dont l'un prénommé Dominique deviendra également médecin. Si la mère de Villars pensait le détourner de sa passion pour les plantes et la médecine, cela n'a pas été le cas : le jeune homme continue à suivre ses centres d'intérêt.
En 1765, il rencontre l’abbé Dominique Chaix, botaniste amateur qui le forme véritablement à la botanique : il parcourt les Alpes dauphinoises à la recherche de plantes inconnues,. L'abbé lui fait découvrir l’œuvre de Carl von Linné. En 1771, alors qu'il a 25 ans, il décide d’apprendre la médecine à Grenoble, afin d'exercer un métier correspondant à ses goûts et aussi d'avoir un revenu lui permettant de nourrir sa famille. À son arrivée, il fait grande impression sur l’intendant de la province (le Dauphiné), Christophe Pajot de Marcheval, qui lui octroie une pension pendant trois ans. Il étudie alors la médecine chez les Pères de la Charité, qui administrent l'hôpital militaire de Grenoble. Villars continue d’herboriser dès qu’il le peut. Il visite également le Midi de la France et les collections botaniques de Montpellier, Nîmes et Marseille, et commence à avoir des échanges avec des botanistes de son temps.
Ses études à Grenoble et l'état chaotique des routes dans le Dauphiné montagneux rendent impossibles de fréquents aller-retours pour aller voir Dominique Chaix, s'amorce alors une longue correspondance de 1772 à 1799 entre les deux hommes. Il est possible qu'ils se soient donc très peu vus : Villars évoque seulement deux entrevues en 1779 et 1780 dans Histoire des plantes de Dauphiné (1786). Leur correspondance s'arrête pendant deux ans à partir de l'été 1793, durant lequel se produisent des batailles à Lyon menées par les forces Savoyardes et la réorganisation à partir de juillet 1793 du service postal.
Il participe, en 1775 et en 1776, à une exploration géologique et botanique du Dauphiné organisée par le gouvernement français et dirigée par Étienne Guettard, qui comprend notamment Barthélemy Faujas de Saint-Fond. Dominique Villars y est chargé de réaliser un catalogue des plantes du Dauphiné. Guettard le fait venir à Paris en 1777 et lui permet de rencontrer les grands noms de son époque comme les botanistes Bernard de Jussieu, Antoine-Laurent de Jussieu, Edme-Louis Daubenton et André Thouin. Mais aussi les médecins Antoine Portal et Félix Vicq d'Azir. Il prend également connaissance des travaux des grands botanistes Joseph Pitton de Tournefort et Sébastien Vaillant.
Il obtient son titre de docteur en médecine à Valence en 1778. Quelques années plus tard, Pajot de Marcheval lui offre alors la direction du jardin botanique qu'il vient de créer et une chaire de botanique rattachée au jardin, ainsi que l'enseignement de la matière médicale à l'hôpital civil et militaire de Grenoble, promotion s’accompagnant d’une confortable augmentation de sa pension. En 1780, il est envoyé  combattre une violente épidémie en Champsaur et Valgaudemar puis il devient médecin de l'Hôpital militaire, breveté du Roi, en 1782, en plus de ses fonctions précédentes, fonctions qu'il assurera jusqu'en 1803.
Villars partage son temps entre ses deux passions : la botanique en herborisant dans toute la région et la médecine. Cette dernière passion va lui donner l'occasion lors de la Journée des Tuiles à Grenoble de sauver un jeune sergent, Jean-Baptiste Bernadotte, futur roi Charles XIV Jean de Suède, qui tentera en vain de faire de Villars son médecin personnel.
Sa grande œuvre est son Histoire des plantes du Dauphiné qui paraît de 1786 à 1789. Plus de 2 700 espèces sont décrites, somme constituée par plus de vingt années d’observations, et les illustrations sont de Dominique Villars lui-même. C'est le second ouvrage paru en France sur la flore d'une région, et le premier ouvrage marquant sur la flore du Dauphiné.
En 1795, il devient professeur d'histoire naturelle à l’École centrale de Grenoble. La même année, il est appelé comme associé national non résident par l'Institut national des sciences et des arts, qui vient d'être fondé, et 26 autres sociétés savantes le demandent, y compris des sociétés d'autres pays que la France telles que l'Académie royale des sciences de Turin, la Linnean Society of London et la Société d'histoire naturelle de Genève.
À cette époque, il eut comme élève Simon-Jude Honnorat qui poursuivait ses études médicales à la Faculté de Médecine de Grenoble. Honnorat se passionna pour l'étude des plantes et, à l'âge de 19 ans, rédigea les leçons de botanique de son maître. Le manuscrit est orné de 41 planches coloriées représentant 52 plantes. Villars composa pour son élève un herbier de 1300 espèces dont il lui fit cadeau. Cet herbier, qui comprend deux gros volumes d'environ 100 feuilles chacun, se trouve au Muséum de Grenoble. L'écriture figurant dans cet herbier nous indique qu'il a été en réalité réalisé par l'abbé Dominique Chaix (1730-1799), ami de Dominique Villars, certainement à la demande de ce dernier.
En 1803, l'hôpital militaire de Grenoble est rattaché à l'hôpital civil et l’École centrale de Grenoble est supprimée : Dominique Villars ne peut donc y poursuivre ses fonctions et il perd sa pension. Il quitte alors Grenoble et cherche à s'installer à Gap, mais l'Empereur Napoléon Ier, par un décret du 4 pluviôse an XIII (4 janvier 1805), le nomme titulaire de la chaire de botanique à l’École spéciale de médecine de Strasbourg, chaire précédemment occupée par le médecin et naturaliste français Jean Hermann (1738-1800). Dominique Villars, âgé de 60 ans, accepte le poste et s'installe à Strasbourg, où il restera jusqu'à sa mort. Durant ces neuf dernières années , le botaniste continua ses activités scientifiques et s'intéressa à la flore de l'Alsace et des Vosges. Il devient le doyen de la Faculté de Strasbourg en 1809. En 1811, un long voyage en Suisse et dans le nord de l'Italie lui permet de découvrir la flore locale, en compagnie de deux botanistes alsaciens, Lauth et Nestler ; il en résultera un mémoire contenant notamment la description de plusieurs espèces nouvelles.
Malade depuis plusieurs mois, il meurt à Strasbourg le 27 juin 1814 ; il est inhumé dans un cimetière de la ville où sa tombe a depuis disparu.
Il entretint une correspondance avec diverses personnes, ses proches comme des personnages illustres de son temps tels Bernard-Germain de Lacépède, Jacques-Joseph Champollion (dit Champollion-Figeac) et Antoine Français de Nantes.

## Postérité
Son herbier et ses manuscrits botaniques sont conservés au Muséum d'Histoire naturelle de Grenoble.
Une « maison de la botanique », associant un musée et un jardin botanique, a été ouverte au Noyer, dont il est originaire et natif ; elle fait partie du « musée éclaté du Champsaur - Valgaudemar ».
Un film racontant son histoire, Les herbes magiques de Michel Barbier, est sorti en décembre 2009. Il montre le destin exceptionnel de ce berger devenu médecin et botaniste.
La commune de La Tronche, située dans l'agglomération grenobloise, accueille depuis 2014 un jardin botanique Dominique Villars dans le parc des Facultés de médecine et pharmacie de l’Université Grenoble Alpes, avec une présentation des plantes en fonction de leurs effets thérapeutiques.
En 2015, une exposition lui est consacrée au musée grenoblois des sciences médicales, un musée issu du CHU de Grenoble ayant pour but la préservation du patrimoine médical et scientifique, en lien avec l'évolution des connaissances et des thérapies.
Une rue de Grenoble, une rue de Gap et un lycée de Gap portent le nom de Dominique Villars. Aujourd'hui encore, en 2020, un pavillon de psychiatrie du CHU de La Tronche porte son nom, pavillon spécialisé dans les troubles de l'humeur et les "maladies" psychiatriques "légères".
Il compte parmi ses descendants, des Gauthier-Villars, dont Jean-Albert Gauthier-Villars, ingénieur et éditeur français, et Henry Gauthier-Villars, dit Willy, journaliste, critique musical et romancier français.

## Publications
Dominique Villars a écrit de nombreux ouvrages, en français et en latin, concernant la botanique mais aussi la médecine et des récits de voyage :
- Histoire des plantes de Dauphiné, 1786-1789 (3 volumes, illustrés par l'auteur lui-même) [lire en ligne (page consultée le 17 février 2017)].
- Catalogue méthodique des Plantes du jardin de l'école de médecine de Strasbourg par D. Villars. Strasbourg. Levrault, 1807. 398 pages.
- Mémoire sur la découverte d'une nouvelle espèce d'Hieracium,dédié à la Société des Amateurs des Sciences physiques et naturelles par M. Villars, membre correspondant de l'Institut,...(s.l.) : Imp. Egron, (s.d.). 6 p. : 1 pl.
- Mémoire sur les moyens d'accélerer les progrès de la botanique par le citoyen D. Villars...Paris. Villier. An IX. 1800. 31 pages.
- Précis d'un voyage botanique, fait en Suisse, dans les Grisons, aux sources du Rhin, au Saint-Gothard, dans le département du Tessin, le Milanais, le Piémont ; autour du lac Majeur, sur le Simplon, au Vallais, etc. en juillet, août et septembre 1811. Précédé de quelques réflexions sur l'utilité des voyages pour les naturalistes par D. Villars, prof. de Botanique, G. Lauth, et  A. Nestler. Paris, Lenormant; Strasbourg, Levrault. 1812. IV-66 p. (avec 4 planches représentant des plantes nouvelles) ; in 8°.
- Tableau de l'Ecole de botanique du Jardin des Plantes de Paris ou Catalogue général des plantes qui y sont cultivées et rangées par classes, ordres, genres et espèces, d'après les principes de la Méthode naturelle de A. L. Jussieu suivi d'une Table alphabétique des Noms vulgaires des Plantes le plus fréquemment employées en Médecine, dans les Arts, la décoration des jardins, etc. ; avec les Noms des Genres et espèces auxquels elles se reportent par M. ..., botaniste [non nommé]. Paris. Méquignon, an IX-1801. VI-107 p. ; in 8° [Interfolié. Contient de nombreuses annotations de D. Villars et notamment, après le titre, une note qui commence ainsi : "Ce catalogue est l'ouvrage d'un jeune homme qui eut plus de zèle que de moyens et de délicatesse."].

## Galerie

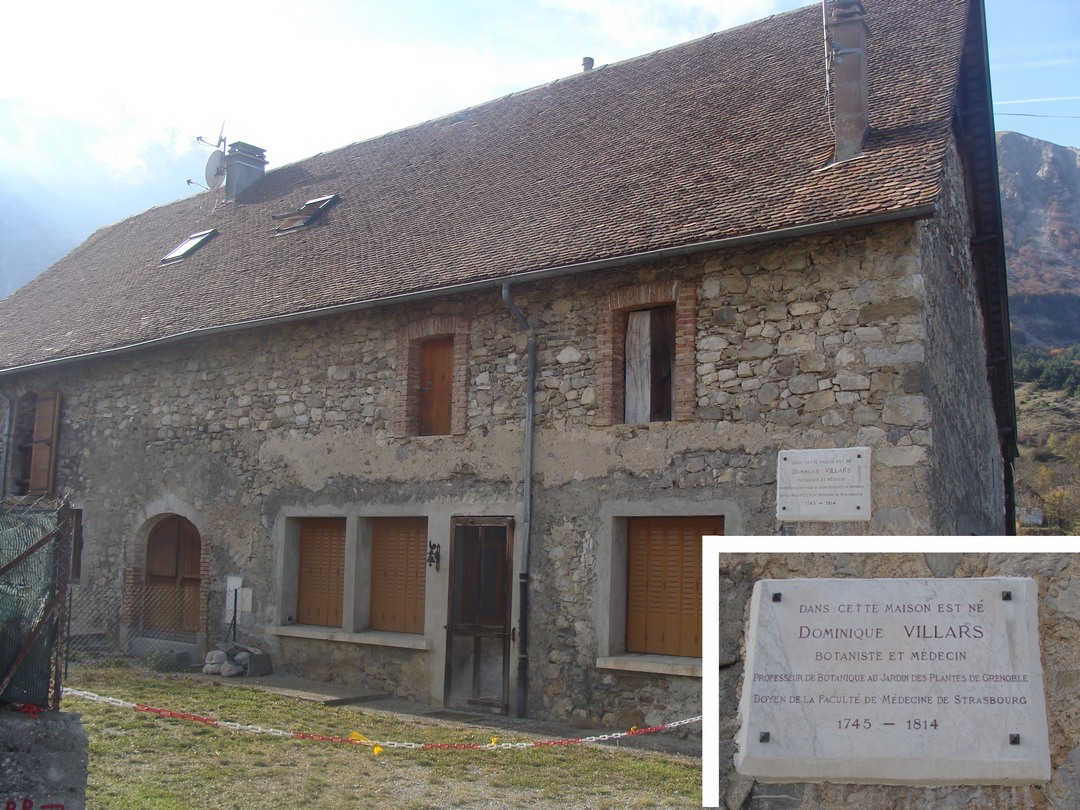
La maison natale de Dominique Villars.
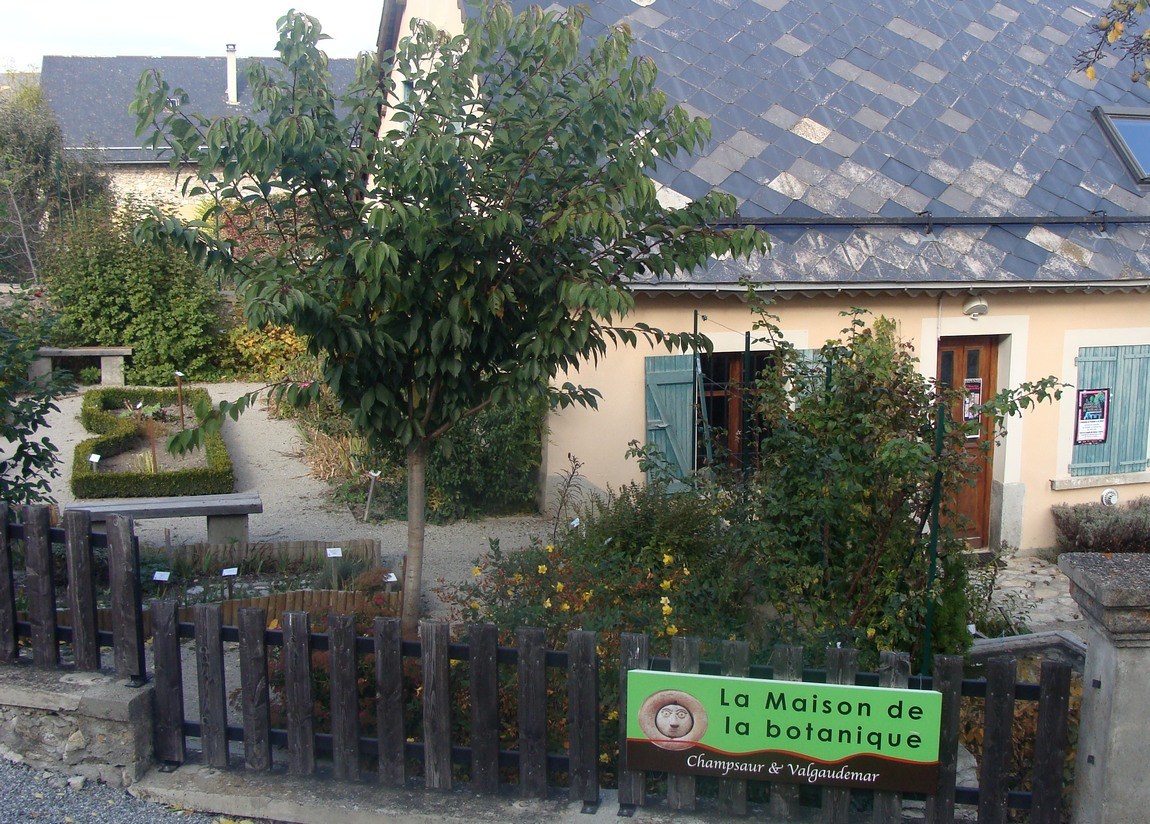
Le musée Dominique-Villars au Noyer.